# Напівпровідникова пам'ять
Напівпровідникова пам'ять — електронний пристрій зберігання даних, який часто використовується як комп'ютерна пам'ять, реалізований на напівпровідниковій інтегральній схемі.
У більшості мікро-ЕОМ (пристрій, керований людиною-оператором, який складається з мікропроцесора, напівпровідникової пам'яті, інтерфейсу введення-виведення, пульта управління і джерел електроживлення, об'єднаних загальною несучою конструкцією) використовується напівпровідникова пам'ять. Великі інтегральні мікросхеми пам'яті забезпечують зберігання програм, таблиць, символів і даних.
Є три типи напівпровідникової пам'яті: постійний запам'ятовувач, програмований постійний запам'ятовувач і оперативна пам'ять (або пам'ять з довільним доступом, RAM). Більшість напівпровідникових технологій дозволяє отримувати всі три типи пам'яті, проте в даний час[коли?] пам'яті, виготовлені на основі МОП-технології, є найдешевшими і використовуються найбільш широко.

## Історія
З часів появи напівпровідникової пам'яті і до початку 90-х років усі мікросхеми пам'яті вироблялися, продавалися і встановлювалися на плату комп'ютера окремо. Ці мікросхеми вміщували від 1 Кбіт до 1 Мбіт інформації і більше. В перших персональних комп'ютерах слоти розширення часто залишалися порожні, щоб покупець у разі потреби міг вставити додаткові мікросхеми.
Починаючи з 1950-х років домінуюче положення в конструкціях оперативних запам'ятовуючих пристроїв займали кільцеві сердечники з феромагнітного матеріалу. До початку 1960-х років діаметр таких сердечників зменшився до 1/17 дюйма (приблизно 1,5 мм). З феритових сердечників монтувалися матриці, прошиті в обох напрямках провідниками. Кожен сердечник пронизаний двома провідниками, прокладеними перпендикулярно один одному. Матеріал сердечників характеризувався значною залишковою намагніченістю, і якщо сердечник намагнічується в одному напрямку, то вважалося, що в ньому зберігається код 1, а якщо в іншому — код 0. Проблема вирішилася в 1970 році, коли фірма Fairchild виготовила першу інтегральну мікросхему пам'яті прийнятного обсягу. Ця мікросхема при розмірах, порівнянних з розмірами феритового сердечника, могла зберігати 256 біт інформації, причому, зчитування відбувалося без руйнування запам’ятованої (збереженої) інформації, що також вигідно відрізняло новий модуль від колишніх пристроїв. Час зчитування був, приблизно, 70 нсек, але хоч за технічними характеристиками нова елементна база не йшла ні в яке порівняння з традиційною, вартість її в перерахунку на біт збереженої інформації на перших порах була дещо вищою, ніж у пристроїв на феритових сердечниках.
У міру вдосконалення технології, яке йшло як по шляху підвищення технічних характеристик, так і по шляху підвищення відносного виходу придатних виробів, ціна напівпровідникової пам'яті безперервно падала. У 1974 році вона, нарешті, зрівнялася з ціною феритовой пам'яті. Далі стрімкий розвиток технології полягав в зниженні вартості виробів і підвищенні щільності «упаковки» (блоку) запам'ятовуючих осередків в чипі. Це призвело до того, що вже через кілька років міні-комп'ютери, оснащені напівпровідникової пам'яттю, наздогнали за обсягом збережених даних великі машини минулих років випуску, маючи при цьому в десятки, а то і в сотні разів менші розміри. Розвиток технологій виробництва елементної бази пам'яті разом з розвитком елементної бази побудови процесорів, призвели до того, що протягом десятиліття відбувся справжній переворот у сфері застосування комп'ютерів. Комп'ютер перетворився на такий же предмет індивідуального попиту, як телевізор або автомобіль. Хоча масивні, дорогі обчислювальні комплекси все ж залишаються деталлю сучасного інформаційного «пейзажу», їх кількість як в цілком предметному, так і у вартісному вираженні не йде ні в яке порівняння з комп'ютерами нового класу — персональними, тобто призначеними для індивідуального користування.
Починаючи з 1970 року технологія виробництва напівпровідникової пам'яті пережила корективу 10 поколінь: спочатку 1 Кбіт в корпусі, потім 4 Кбіт, 16 Кбіт, і, нарешті, нещодавно з'явилося повідомлення про випуск мікросхем з об'ємом пам'яті 256 Мбіт (1 Кбіт = 210 біт, 1 Мбіт = 220 біт). Кожне чергове покоління мало підвищену в 4 рази ємність, і при цьому відповідно знижувалася вартість у перерахунку на біт і деякою мірою підвищувалася швидкодія.

## Класифікація

### Запам'ятовувальні пристрої
- за місцерозташуванням по відношенню до обчислювального пристрою:
  - зовнішні ЗП;
  - внутрішні ЗП;
- за призначенням:
  - кеш-пам'ять — має швидкодію, сумірну з швидкодією процесора. Призначена для зберігання результатів його проміжних операцій.
  - оперативні (ОЗП) — енергозалежні ЗП, які служать для початкового збереження введеної інформації. При втраті живлення інформація втрачається;
  - постійні (ПЗП) — енергонезалежне ЗП, що служать для зберігання постійної інформації (керуючих програм і програм, налагоджених користувачем);
  - буферні (БЗП) — призначені для проміжного зберігання інформації при її обміні між пристроями, що працюють з різною швидкістю. Цю роль виконуються регістрові схеми або ОЗП малого об'єму;
- за способом зберігання інформації:
  - статичні;
  - динамічні;
- за способом доступу до комірки:
  - з послідовним доступом — коли здійснюється послідовне звернення до комірки до тих пір, поки не відбудеться звертання до потрібної комірки із заданою адресою.
  - з циклічним доступом — коли з потрібного осередку інформація зчитується в певні моменти, розділені інтервалом часу;
  - з довільним доступом.

### Напівпровідникова пам'ять
- Флеш-пам'ять
  - NOR
  - NAND
- RAM ОЗП ЗППВ — пристрій оперативної пам'яті
  - SRAM
  - DRAM
- ROM — пристрій постійної пам'яті
  - PROM
  - EPROM
  - EEPROM
  - NVRAM
  - ПЗП на магнітних доменах
- VRAM
- FRAM

## Реалізація
Для реалізації напівпровідникової пам'яті застосовуються два основних види технології — біполярна і МОН (метал-окисел-напівпровідник) — ті ж самі, що і для виготовлення інших цифрових інтегральних схем. Специфіка розробки електричних схем напівпровідникової пам'яті полягає насамперед у синтезі схем ЕП, які складають новий клас схем в сучасній схемотехніці. 